# Vladivostok
Vladivostok (/vlədʲɪvɐˈstok/ⓘ, en ruso: Владивосток, en chino: 海参崴, pinyin: Hǎishēnwǎi) es una ciudad portuaria de Rusia ubicada en el Extremo Oriente Ruso, capital del Distrito federal del Extremo Oriente y centro administrativo del Krai de Primorie. La ciudad se encuentra muy próxima a la frontera rusa con China y Corea del Norte, a 9302 km de Moscú y es el puerto ruso más importante del océano Pacífico. La población de la ciudad era de 592 069 habitantes según el censo de 2010.
Entre 1958 y 1991, las autoridades de la Unión Soviética convirtieron a Vladivostok en una ciudad cerrada a los extranjeros por ser la sede de la Flota del Pacífico de la Armada Soviética. Es un importante centro de transporte y envíos marítimos, uno de los principales sectores de su economía. Además, la ciudad es la última parada del mundialmente famoso ferrocarril Transiberiano y cuenta con el Aeropuerto Internacional de Vladivostok.

## Toponimia
Etimológicamente «Vladivostok» proviene de las palabras «владеть» (vladét'; poseer, dominar) y «Восток» (Vostók; Oriente). Esto es similar a «Vladikavkaz» (Kavkáz, Кавказ; Cáucaso).
La denominación no oficial en chino es 海参崴 (pinyin: Hǎishēnwǎi), que aún se utiliza, aunque existe también la transcripción oficial china, 符拉迪沃斯托克.
En japonés, durante la Era Meiji, para la denominación de Vladivostok fueron elegidos por su valor fonético los caracteres 浦塩斯徳 (Urajiosutoku) así como la forma corta 浦塩 (Urajio). Hoy los japoneses utilizan principalmente el katakana para los topónimos extranjeros, y la versión anterior prácticamente no se encuentra.
La palabra "Vladivostok" en ruso significa "Señor de Oriente".

## Símbolos

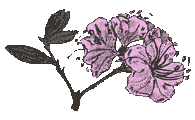
Símbolo natural de Vladivostok.

Además del escudo, Vladivostok tiene un símbolo natural establecido en 1994, una flor de rododendro de la especie Rhododendron mucronulatum (рододендрон остроконечный) [rododendron ostrokonechnyy]. El símbolo se adoptó para respetar la tradición, muy difundida en el sureste asiático, de utilizar símbolos naturales (flores, árboles, etc.) para diversas localidades.

## Historia

### Influencias
Antiguamente el territorio de Vladivostok moderno formaba parte del reino Balhae (698 – 926). Desde el siglo X pertenecía a los kitanos, y posteriormente a los yurchen. A principios del siglo XIII en el territorio de Primorie moderno existían varias ciudades del estado yurchen. Todas ellas fueron destruidas por los mongoles como resultado del ataque del año 1233. Luego a causa de diferencias entre los manchúes y jantsi el Primorie sureño permaneció sin población y prácticamente no se mencionaba hasta el siglo XIX.
El tratado de Nerchinsk del año 1689 otorgaba el territorio del actual krai de Primorie a China, pero en 1858 lo obtuvo Rusia por el tratado de Aigun.

### Comienzos de la ciudad actual
El puesto naval fue fundado en 1859 por el gobernador general de Siberia Oriental, el conde Nikolái Muraviov-Amurski, que fue nombrado según el modelo de Vladikavkaz, una fortaleza de Rusia en el Cáucaso. El primer nacimiento en Vladivostok se produjo en 1863.
En 1862 Vladivostok se convirtió oficialmente en un puerto. Con la idea de incentivar el comercio con el exterior, se estableció un estatus de puerto franco para las importaciones. En 1865 llegaron los primeros pobladores y visitantes extranjeros.
Un elaborado sistema de fortificaciones fue construido entre los años 1870 y 1890. En 1871 Vladivostok se conectó por telégrafo con Nagasaki y Shanghái.
En 1880 Vladivostok obtuvo el estatus de ciudad. El escudo municipal, en representación del tigre de Siberia, se adoptó en marzo de 1883.

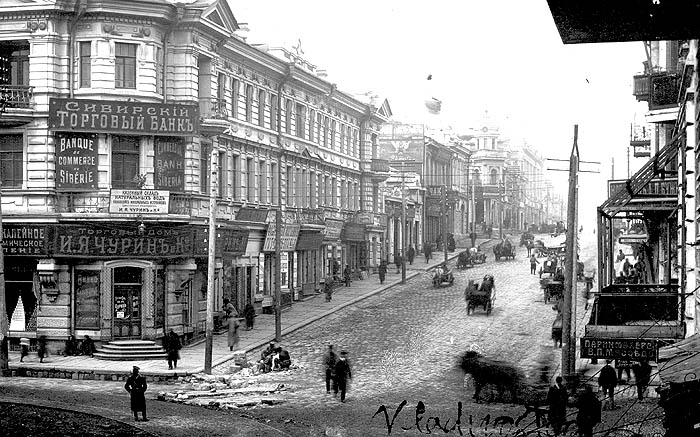
Cruce de las calles Svetlánskaya y Aleútskaya en los años 1910.

En 1891 la construcción del ferrocarril Transiberiano comenzó en Vladivostok. Es uno de los mayores ferrocarriles del mundo, de gran importancia para el desarrollo de los distritos remotos de Rusia.
Un auge económico tuvo lugar en 1903, cuando el ferrocarril Transiberiano llegó a Vladivostok vinculándolo a la ciudad de Moscú y Europa. 
Durante la guerra ruso-japonesa de 1904-1905 un escuadrón japonés de buques de guerra atacó la ciudad. La flota rusa consiguió bloquear el ataque.
La ciudad participó en la primera Revolución Rusa. A comienzos de 1906 era gobernada por unidades militares rebeldes.
En el período entre ambas revoluciones (1907-1917) se construyó la estación del ferrocarril, con arquitectura rusa del estilo del siglo XVII, la central eléctrica, dos escuelas para niñas, la Escuela de Comercio y el Hotel Versailles. Los tranvías comenzaron a funcionar. Había más de 3000 tiendas y comercios en Vladivostok. En 1913 los editores locales publicaron 61 libros diferentes en ruso y otros idiomas.

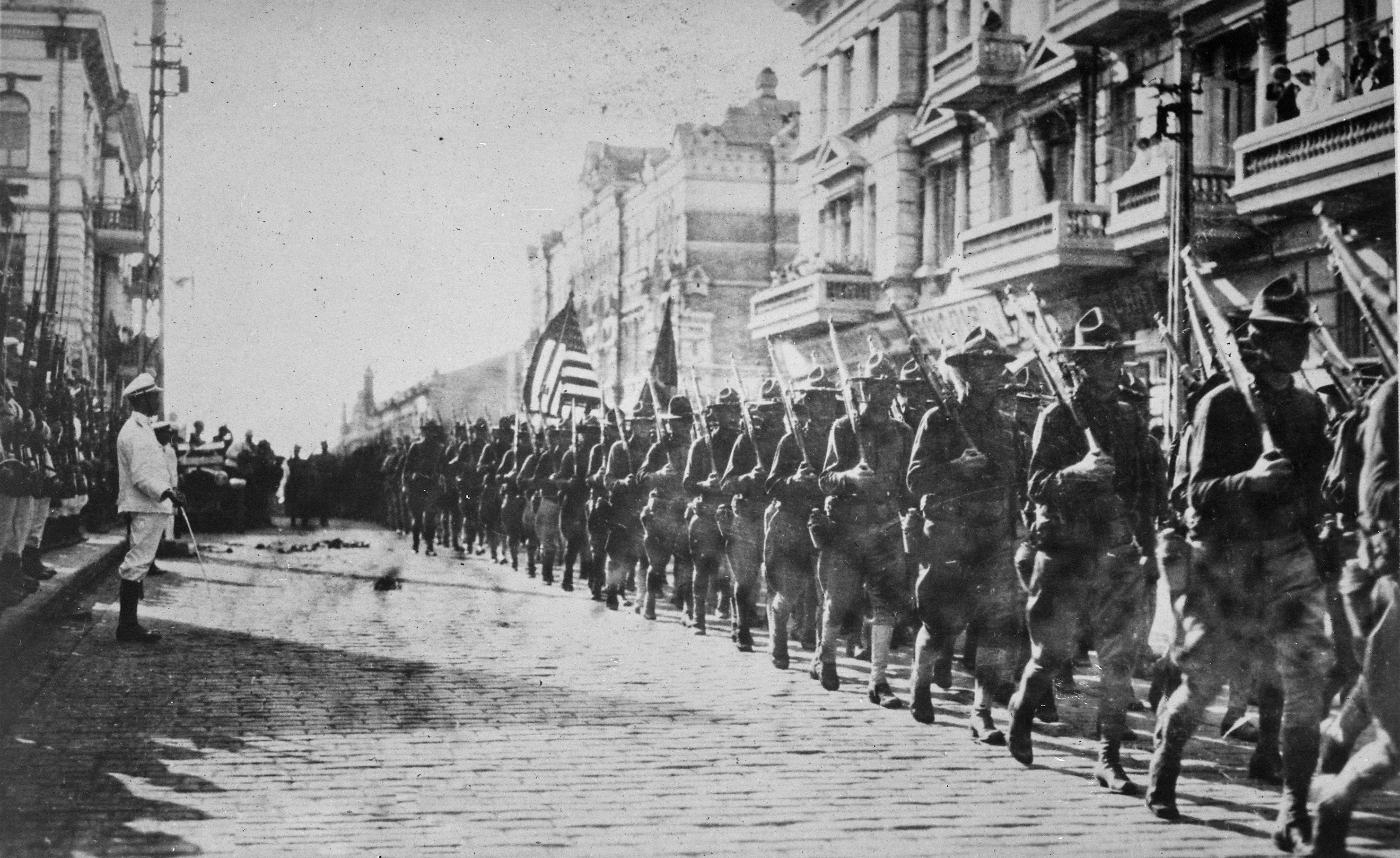
Tropas estadounidenses en Vladivostok, en agosto de 1918, durante la intervención estadounidense en la guerra civil rusa.

### Periodo soviético
Tras la Revolución de octubre de 1917, Vladivostok empezó una nueva vida. Las fuerzas armadas de la Entente llegaron a la ciudad. El 31 de diciembre de 1917 acorazados japoneses, británicos y estadounidenses entraron por la bahía del Cuerno Dorado. En abril de 1918 la compañía japonesa Isido sufrió un ataque. Tras el incidente, las tropas japonesas y británicas salieron de sus barcos para proteger a sus connacionales.

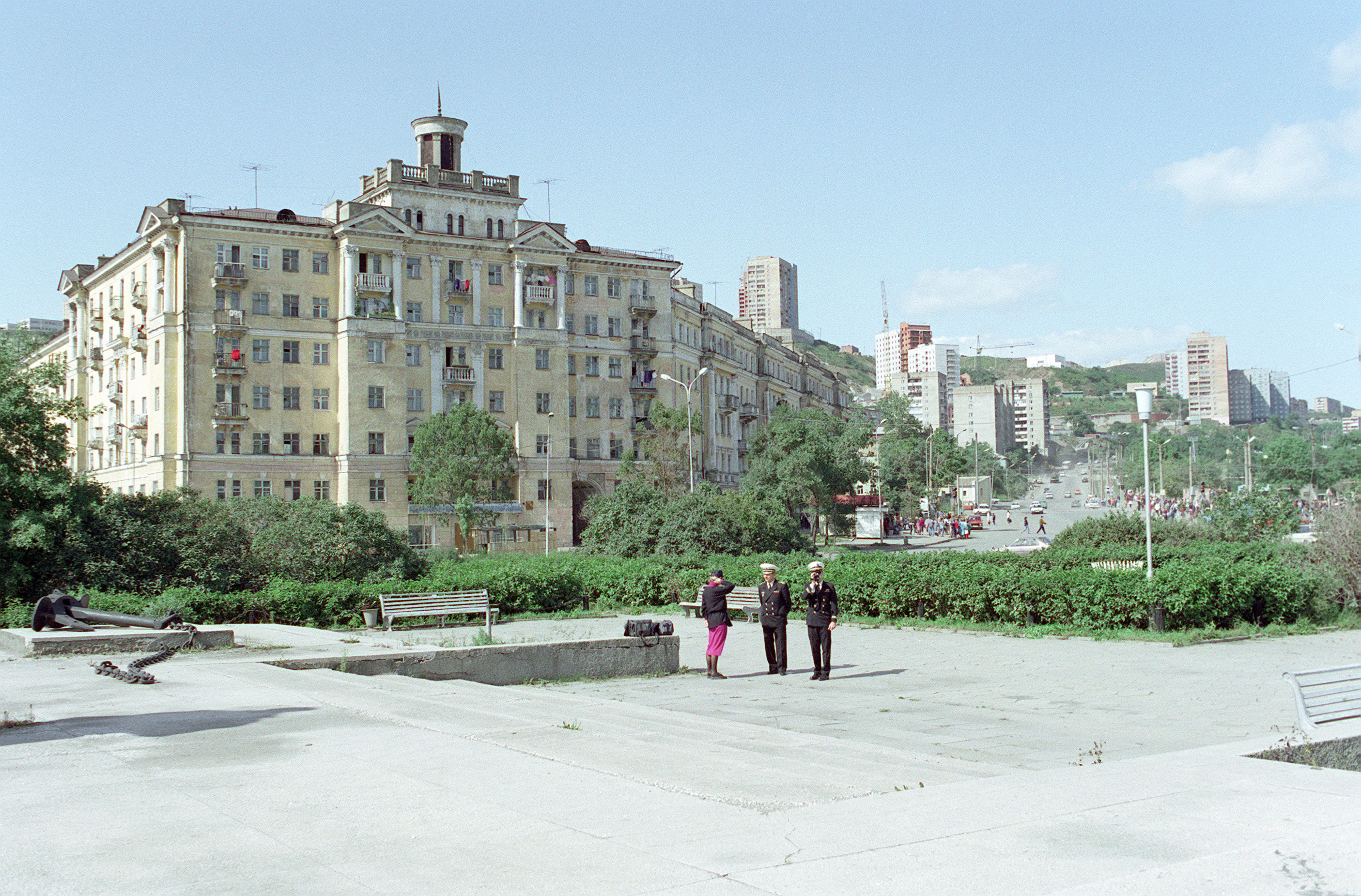
Plaza de la Revolución de Vladivostok.

Entre 1916 y 1922 la población de Vladivostok ascendió desde 97.000 hasta 410.000 habitantes. Entre 1920 y 1922, 650 representantes de la inteligencia creativa de Moscú y San Petersburgo vivieron en Vladivostok. Fundaron dos conservatorios, dos teatros y varias orquestas sinfónicas. Tras la victoria de los bolcheviques la mayoría emigró a Australia, China, Estados Unidos y otros países.
El 25 de octubre de 1922 las últimas unidades de los intervencionistas abandonaron la ciudad y las unidades del Ejército Rojo tomaron el control. El 15 de noviembre de 1922, la República del Extremo Oriente, que existió entre 1920 y 1922, fue incluida en la RSFSR.
Los bolcheviques comprendieron la importancia de Vladivostok como más importante puerto ruso en la costa pacífica. Entre 1920 y 1930 se reconstruyó el puerto y comenzó el tráfico aéreo directo hacia Moscú. En 1932 Vladivostok se convirtió en base de la Flota Naval del Pacífico.
Por ser la mayor base naval de la flota del Pacífico, la ciudad durante el período soviético tuvo el estatus de ciudad cerrada. Sin embargo, en 1974 se celebraron históricas negociaciones sobre la limitación de las armas estratégicas entre el secretario general del PCUS Leonid Brézhnev y el presidente de los Estados Unidos, Gerald Ford.

### Periodo postsoviético
Tras varias demandas al gobierno central por parte de las autoridades del Lejano Oriente soviético, el 1 de enero de 1992, Vladivostok dejó de ser una ciudad cerrada, cinco años después de que Mijaíl Gorbachov prometiera con un discurso en la ciudad su apertura al mercado asiático, después de que Boris Yeltsin, el primer presidente de la Rusia postsoviética, firmase el decreto de apertura.
En 2012, la isla Russki, que forma parte del distrito Frúnzenski de Vladivostok, fue la sede de la reunión de la APEC. Para acceder a la isla se construyó el puente atirantado con el mayor vano del mundo hasta entonces, el puente de la isla Russki. Esta obra ha supuesto un gran impulso a las posibilidades de ampliación de la ciudad y la comunicación de esta isla.
El 13 de diciembre del 2018, el presidente Vladímir Putin firmó el decreto que cambió la capital del Distrito Federal del Extremo Oriente de Jabárovsk a Vladivostok.

## Geografía

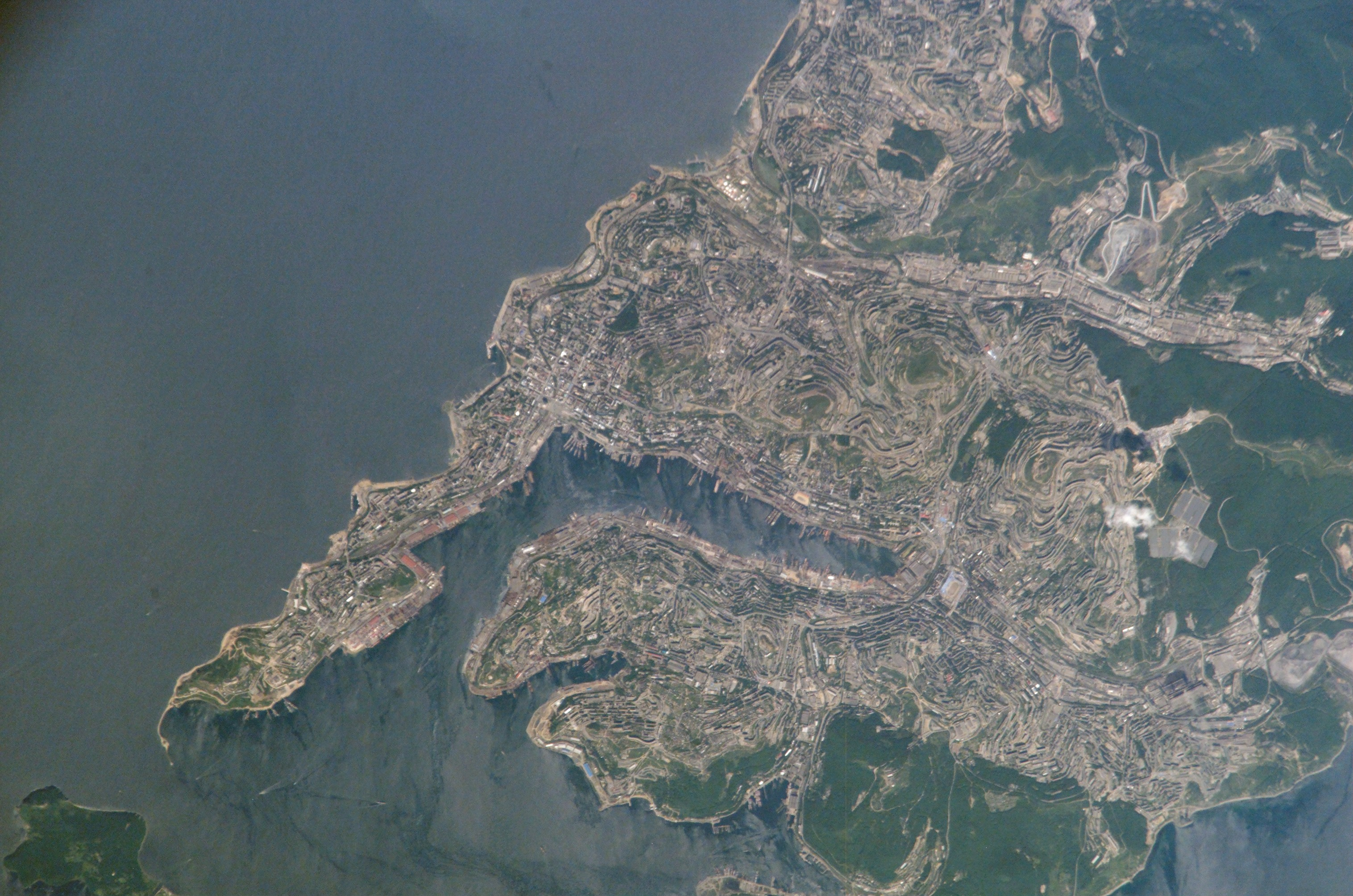
Vista satelital de Vladivostok

La ciudad de Vladivostok cubre un área que discurre desde la península Muraviov-Amurski a la localidad de Trudovoye, incluido la península de Peschanyi, con cerca de 50 islas del golfo de Pedro el Grande, bañada por las aguas de las bahías del Amur y el Ussuri, las aguas del golfo de Pedro el Grande y el mar de Japón. 
De acuerdo con los datos del Catastro de Tierras del Estado del 1 de enero de 2005, la superficie total de tierra dentro de los límites del distrito de la ciudad de Vladivostok era de 56.154 hectáreas. Parte de la ciudad, situado en una Península Muraviov-Amurski, incluida la localidad de Trudovoye, tiene una superficie de 35.044 hectáreas y está ubicado en la península de Peschanyi (con el territorio adyacente), tiene una superficie de 7.525 hectáreas. La isla Russki, la mayor de las islas incluidas en el casco urbano, tiene una superficie de 9.764 hectáreas. El área de las otras islas suma un total de 2.915 hectáreas.

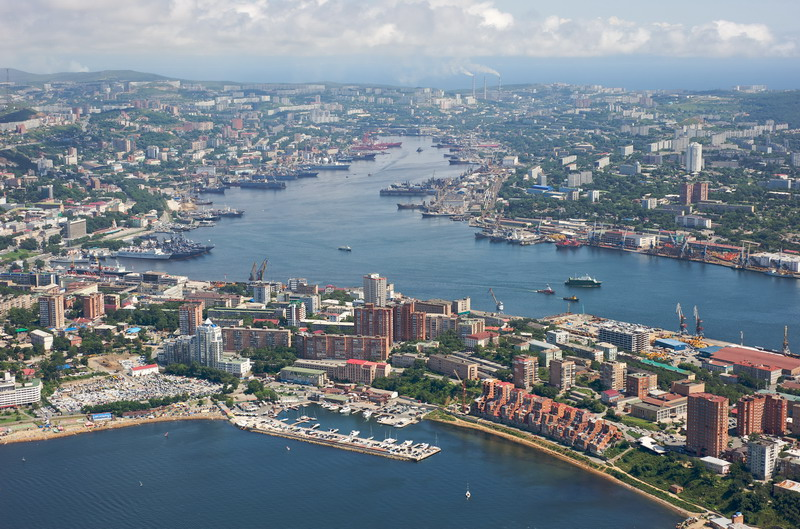
Imagen aérea de Vladivostok.

Vladivostok se extiende a ambos lados de la pequeña bahía de Zolotoi Rog, literalmente, «Cuerno de Oro» en ruso, y hace referencia al estuario de morfología similar situado frente a Estambul. Es un lugar favorable para alojar buques. En sus orillas están los puertos comerciales y pesqueros, pero también divide la ciudad en dos partes, haciendo difícil el transporte. Por ello, el 25 de julio de 2008 comenzó la construcción del puente sobre el estuario, cuyo período de diseño que llevó 39 meses. sorprendentemente, el puente finalizó su contruccen mayo de 2012.
La red fluvial está poco desarrollada, representada principalmente por pequeños ríos y arroyos. Entre los más importantes y significativos están el Obyasneniya, el Pervaya, el Vtoraya, Sedanka y el Bogataya, que fluye desde el este al oeste y el Obyasneniya, desembocan en la bahía del Amur.
El punto más alto de la parte histórica de la ciudad es la colina Orlinoe Gnezdo, a 199 metros sobre el nivel del mar. En el distrito urbano, el punto más alto es el monte conocido popularmente como Sinyaya sopka, con 474 m, ubicado en la parte norte de la Península Muraviov-Amurski, cerca del término de la localidad de Artiom. Otro punto con una altura significativa es el monte Jolodílnik (257 m), la colina Russkij (291 m) y el monte Vargina (458 m).
La distancia más corta a Moscú en superficie terrestre asciende a 6.430 kilómetros y 9.288 kilómetros por ferrocarril. Mientras, la distancia con Seúl es de 750 km, Tokio, 1.060 km; Hong Kong, 2.820 km; Bangkok, 4.400 km; Singapur, 5.400 km; Port Moresby, 6.020 km; y Darwin a 6.180 kilómetros. 

### Clima
Vladivostok se encuentra en la misma latitud de Sochi, pero tiene, en general, un clima más frío. El clima de Vladivostok es continental húmedo influenciado por el monzón (clasificación climática de Köppen: Dwb). Los inviernos son secos y fríos con cielos despejados. La primavera es larga, fresca, con grandes oscilaciones de temperatura. Los veranos son plácidos y húmedos. El otoño en la ciudad es generalmente suave y seco, con buen tiempo.
La temperatura media anual es de 4,6 °C. El mes más cálido es agosto, con temperaturas de 19,6 °C y el más frío es enero, con una temperatura media de -12,6 °C. La temperatura máxima absoluta es de 34,1 °C, que se registró el 21 de agosto de 1921 y julio de 1939, mientras que la mínima histórica es de -31,4 °C, que se registró el 10 de enero de 1931.
La precipitación media anual es de 826 mm. El registro de precipitación máxima fue de 243.5 mm, del día 13 de julio de 1990 (que coincidió con la llegada del tifón "Robin"). La precipitación máxima absoluta mensual, 403 mm, se registró en julio de 2005. La presión media anual es de 763 mmHg.
| Parámetros climáticos promedio de Vladivostok (1991-2020) | Parámetros climáticos promedio de Vladivostok (1991-2020) | Parámetros climáticos promedio de Vladivostok (1991-2020) | Parámetros climáticos promedio de Vladivostok (1991-2020) | Parámetros climáticos promedio de Vladivostok (1991-2020) | Parámetros climáticos promedio de Vladivostok (1991-2020) | Parámetros climáticos promedio de Vladivostok (1991-2020) | Parámetros climáticos promedio de Vladivostok (1991-2020) | Parámetros climáticos promedio de Vladivostok (1991-2020) | Parámetros climáticos promedio de Vladivostok (1991-2020) | Parámetros climáticos promedio de Vladivostok (1991-2020) | Parámetros climáticos promedio de Vladivostok (1991-2020) | Parámetros climáticos promedio de Vladivostok (1991-2020) | Parámetros climáticos promedio de Vladivostok (1991-2020) |
| Mes                                                       | Ene.                                                      | Feb.                                                      | Mar.                                                      | Abr.                                                      | May.                                                      | Jun.                                                      | Jul.                                                      | Ago.                                                      | Sep.                                                      | Oct.                                                      | Nov.                                                      | Dic.                                                      | Anual                                                     |
| --------------------------------------------------------- | --------------------------------------------------------- | --------------------------------------------------------- | --------------------------------------------------------- | --------------------------------------------------------- | --------------------------------------------------------- | --------------------------------------------------------- | --------------------------------------------------------- | --------------------------------------------------------- | --------------------------------------------------------- | --------------------------------------------------------- | --------------------------------------------------------- | --------------------------------------------------------- | --------------------------------------------------------- |
| Temp. máx. abs. (°C)                                      | 5.0                                                       | 9.9                                                       | 19.4                                                      | 27.7                                                      | 29.5                                                      | 31.8                                                      | 33.6                                                      | 32.6                                                      | 30.0                                                      | 23.4                                                      | 17.5                                                      | 9.4                                                       | 33.6                                                      |
| Temp. máx. media (°C)                                     | -7.8                                                      | -3.8                                                      | 2.7                                                       | 10.1                                                      | 14.9                                                      | 17.9                                                      | 21.6                                                      | 23.3                                                      | 20.1                                                      | 13.2                                                      | 3.3                                                       | -5.4                                                      | 9.2                                                       |
| Temp. media (°C)                                          | -11.9                                                     | -8.1                                                      | -1.5                                                      | 5.3                                                       | 10.0                                                      | 13.8                                                      | 18.1                                                      | 20.0                                                      | 16.3                                                      | 9.2                                                       | -0.7                                                      | -9.2                                                      | 5.1                                                       |
| Temp. mín. media (°C)                                     | -15.0                                                     | -11.3                                                     | -4.5                                                      | 2.1                                                       | 7.0                                                       | 11.3                                                      | 16.1                                                      | 17.9                                                      | 13.5                                                      | 6.2                                                       | -3.5                                                      | -12.0                                                     | 2.3                                                       |
| Temp. mín. abs. (°C)                                      | -31.4                                                     | -28.9                                                     | -21.3                                                     | -7.8                                                      | -0.8                                                      | 3.7                                                       | 8.7                                                       | 10.1                                                      | 1.3                                                       | -9.7                                                      | -20.0                                                     | -28.1                                                     | -31.4                                                     |
| Precipitación total (mm)                                  | 12                                                        | 16                                                        | 27                                                        | 43                                                        | 97                                                        | 105                                                       | 159                                                       | 176                                                       | 103                                                       | 67                                                        | 36                                                        | 19                                                        | 860                                                       |
| Nevadas (cm)                                              | 5                                                         | 4                                                         | 3                                                         | 0                                                         | 0                                                         | 0                                                         | 0                                                         | 0                                                         | 0                                                         | 0                                                         | 1                                                         | 3                                                         | 16                                                        |
| Días de lluvias (≥ 1 mm)                                  | 0.3                                                       | 0.3                                                       | 4                                                         | 13                                                        | 20                                                        | 22                                                        | 22                                                        | 19                                                        | 14                                                        | 12                                                        | 5                                                         | 1                                                         | 132.6                                                     |
| Días de nevadas (≥ 1 mm)                                  | 7                                                         | 8                                                         | 11                                                        | 4                                                         | 0.3                                                       | 0                                                         | 0                                                         | 0                                                         | 0                                                         | 1                                                         | 7                                                         | 9                                                         | 47.3                                                      |
| Horas de sol                                              | 178                                                       | 184                                                       | 216                                                       | 192                                                       | 199                                                       | 130                                                       | 122                                                       | 149                                                       | 197                                                       | 205                                                       | 168                                                       | 156                                                       | 2096                                                      |
| Humedad relativa (%)                                      | 58                                                        | 57                                                        | 60                                                        | 67                                                        | 76                                                        | 87                                                        | 92                                                        | 87                                                        | 77                                                        | 65                                                        | 60                                                        | 60                                                        | 70.5                                                      |
| Fuente n.º 1: Погода и климат                             |                                                           |                                                           |                                                           |                                                           |                                                           |                                                           |                                                           |                                                           |                                                           |                                                           |                                                           |                                                           |                                                           |
| Fuente n.º 2: NOAA                                        |                                                           |                                                           |                                                           |                                                           |                                                           |                                                           |                                                           |                                                           |                                                           |                                                           |                                                           |                                                           |                                                           |

## Demografía

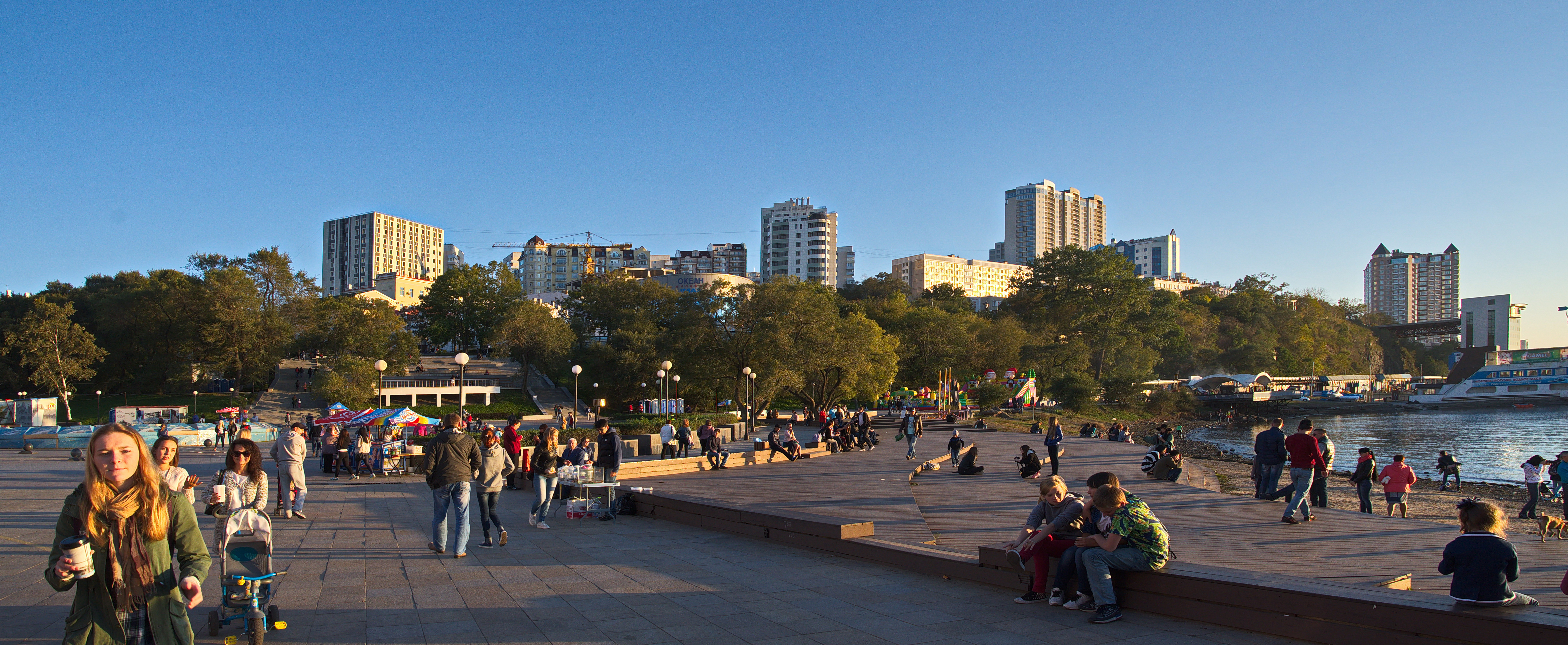
Vladivostok en 2015.

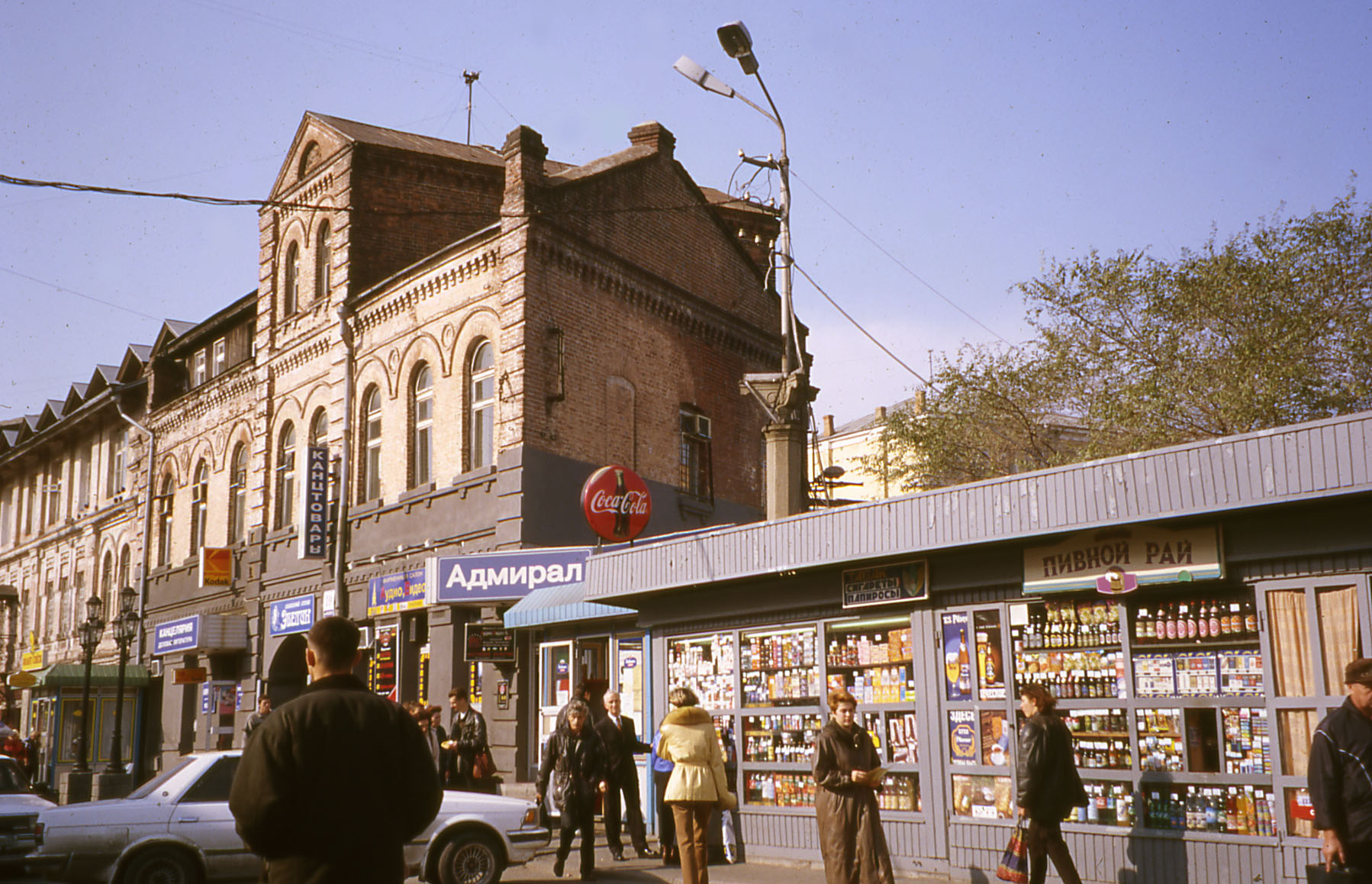
La calle Fokin es una de las zonas comerciales de Vladivostok.

La población de la ciudad, según los resultados preliminares del censo de 2010, es de 592.100 habitantes, mientras que en el censo de 2002 se contabilizaron 594.701 habitantes. Estos resultados quedan muy lejos de los 633.838 habitantes registrados en el censo de 1989, bajo el régimen soviético. Pese a ello, los rusos y ucranianos siguen siendo la mayoría étnica de la población total.
En 1878, el 40% de los más de 4.000 residentes en Vladivostok eran extranjeros. Este hecho se reflejaba en los nombres de las nuevas calles, tales como Koréyskaya (Coreana), Pekínskaya (Pekín), Kitáyskaya (China), etc. Sus nombres actuales son Pograníchnaya (ул. Пограни́чная). Admirala Fókina (ул. Адмира́ла Фо́кина) y avenida Okeanski (Океа́нский проспе́кт).
Entre 1958 y 1991, solo los ciudadanos soviéticos podían residir o visitar Vladivostok (e incluso ellos tenían que obtener un permiso oficial). Antes del cierre, la ciudad contaba con una gran población de origen chino y japonés. En 1992, por vez primera en 34 años, se permitió que los extranjeros visitaran Vladivostok.
En Vladivostok también se encuentra una gran diáspora de armenios de toda la Rusia del este, en donde se pueden encontrar muchos restaurantes y panaderías armenias. También tiene comunidades de Azerbaiyán.
| Gráfica de evolución de Vladivostok entre 1860 y 2019 |
|                                                       |

## Economía
Los principales sectores productivos de la ciudad portuaria son el transporte de mercancías, la energía, la pesca y la industria, especialmente la naval. La pesca supone alrededor del 80% de la producción comercial de Vladivostok.
Las centrales térmicas Vladivostok TEC-1 y 2 producen energía eléctrica y térmica para la ciudad. Durante los períodos de suministro de mayor uso ininterrumpido de energía se usa el centro regional, que se lleva a cabo por el cruce de corrientes de electricidad de la planta de Coastal Power, situado en la localidad de Luchegorsk.

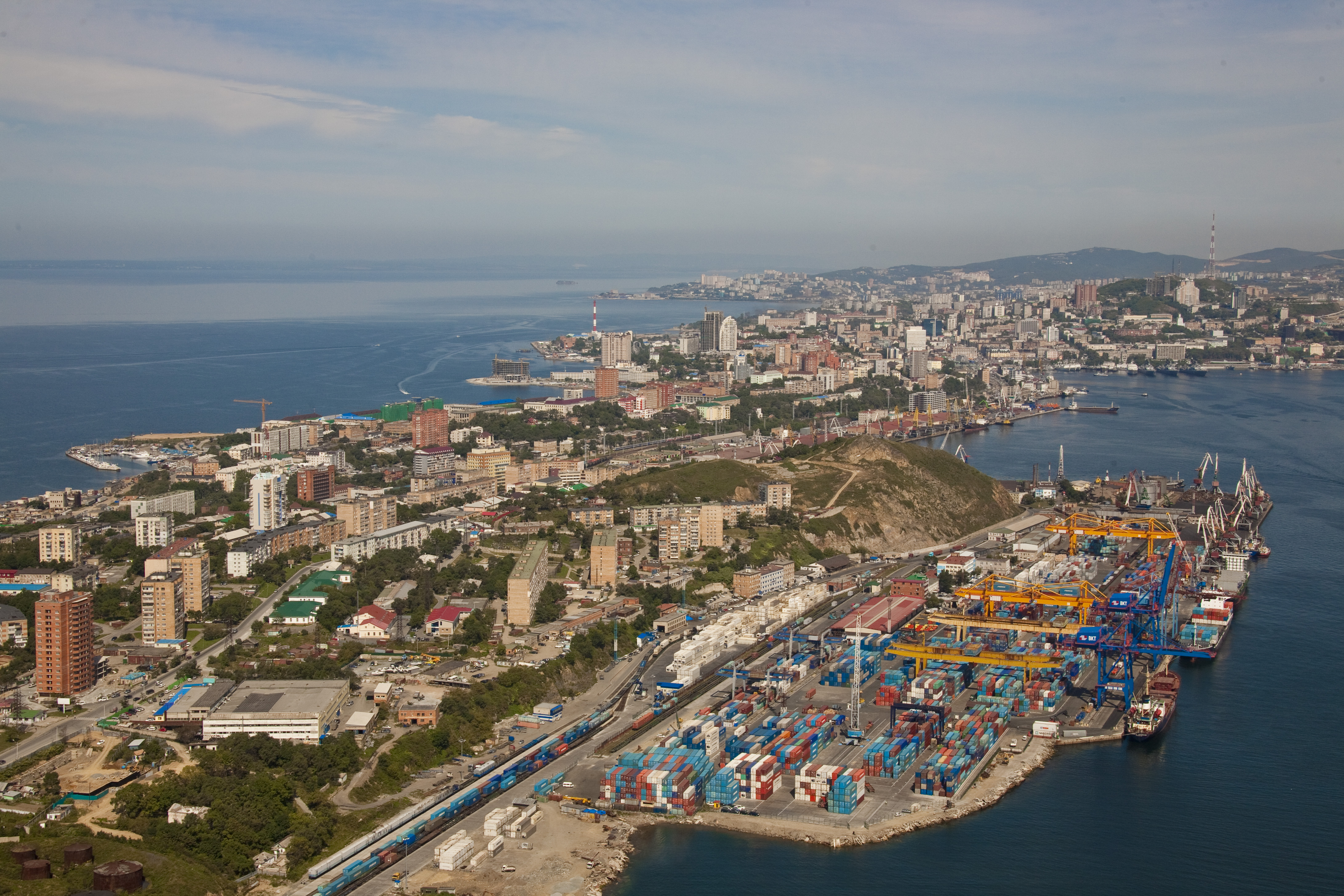
Puerto de Vladivostok.

La industria de Vladivostok destaca principalmente por la construcción naval, la reparación de buques y fabricación de equipos para la industria pesquera. Para satisfacer las necesidades de la ciudad se encuentra la industria ligera, de alimentación (planta procesadora de pescado, panaderías, procesamiento de carne, lácteos, bebidas dulces, plantas de bebidas alcohólicas, cervezas y refrescos), así como la industria de la construcción (fábricas de materiales de construcción y estructuras de hormigón). La demanda de los productos de estas empresas no se limita a las necesidades urbanas, sino al resto del krai de Primorie. Algunos productos, como los alimentos y bebidas alcohólicas, están disponibles en otras regiones del país.
En 1995, el comercio exterior de Vladivostok alcanzó los 725 millones de dólares, incluyendo 206 millones de bienes de exportación y 519 millones en importaciones. Los productos principales exportados fueron el pescado, productos de madera, metales férreos y no férreos, y barcos. Por su parte, los productos importados fueron alimentos, medicina, ropa, calzado, automóviles y productos técnicos del hogar.
Tras la disolución de la Unión Soviética, muchas compañías han abierto oficinas en Vladivostok, debido a su ubicación privilegiada. Sin embargo, con el crecimiento económico y la abertura de la ciudad surgieron problemas relacionados con la subida del coste de la vida y concentración del crimen organizado.
Una fuente de ingresos muy importante para los habitantes de la ciudad es la importación de vehículos japoneses. Además de los vendedores, la industria da empleo a reparadores, instaladores, empleados de importaciones y compañías marítimas y ferroviarias. Los distribuidores de Vladivostok venden 250.000 coches al año y 200.000 unidades van a otras ciudades de Rusia. Uno de cada tres trabajadores en el Krai de Primorie tiene alguna relación con el negocio de la importación de vehículos.
En los últimos años, el Gobierno ruso ha hecho intentos de mejorar la industria nacional del automóvil. Esto incluye aumento de los aranceles para los coches importados, lo que coloca al negocio de la importación de vehículos en Vladivostok en serias dificultades. Para compensarlo, Vladímir Putin trasladó la compañía fabricante de coches Sollers de Moscú a Vladivostok. El traslado se completó en 2009 y la fábrica emplea, actualmente, alrededor de 700 ciudadanos de Vladivostok.

## Educación
.

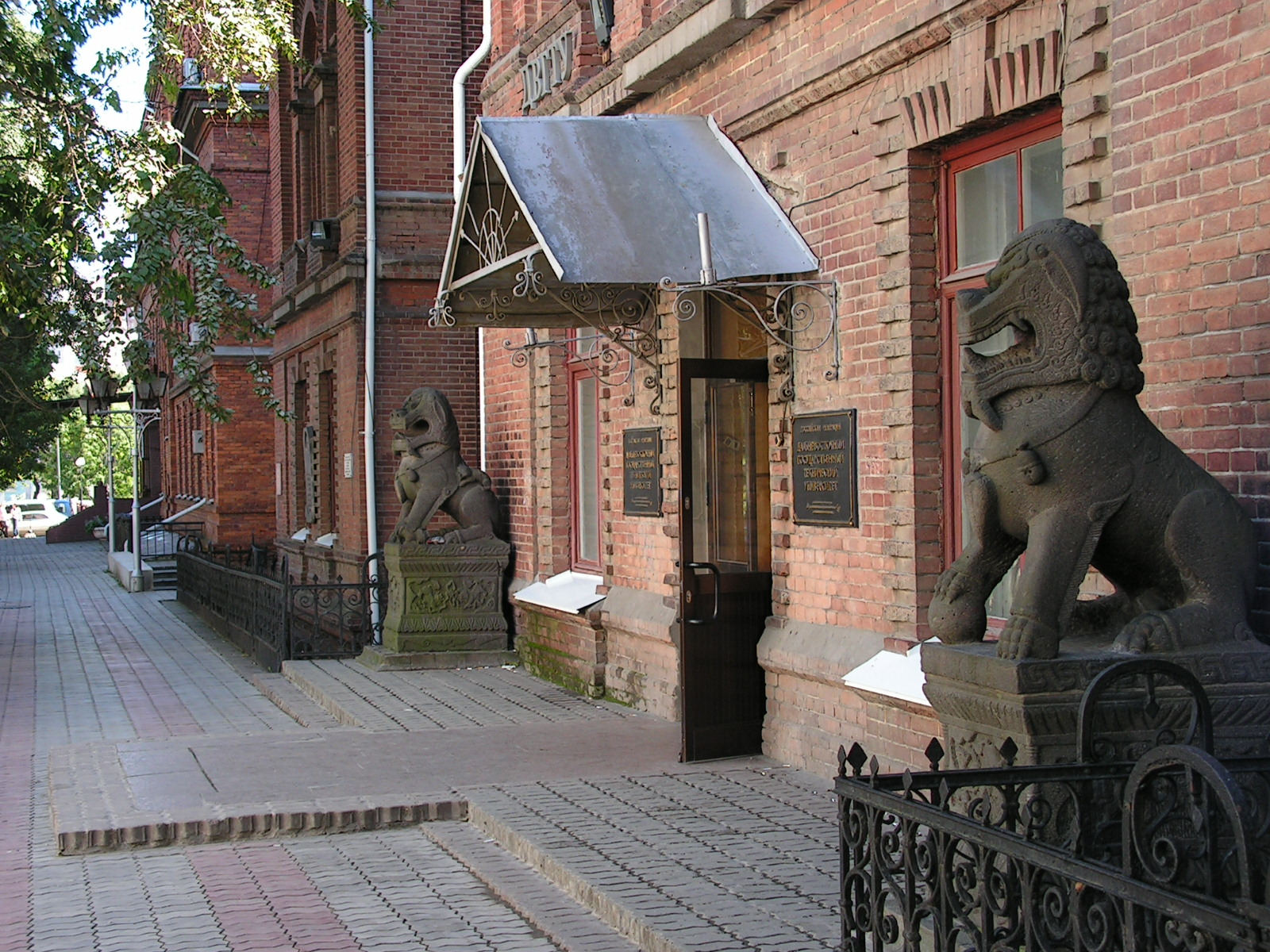
Entrada de la Universidad Técnica Estatal del Extremo Oriente.

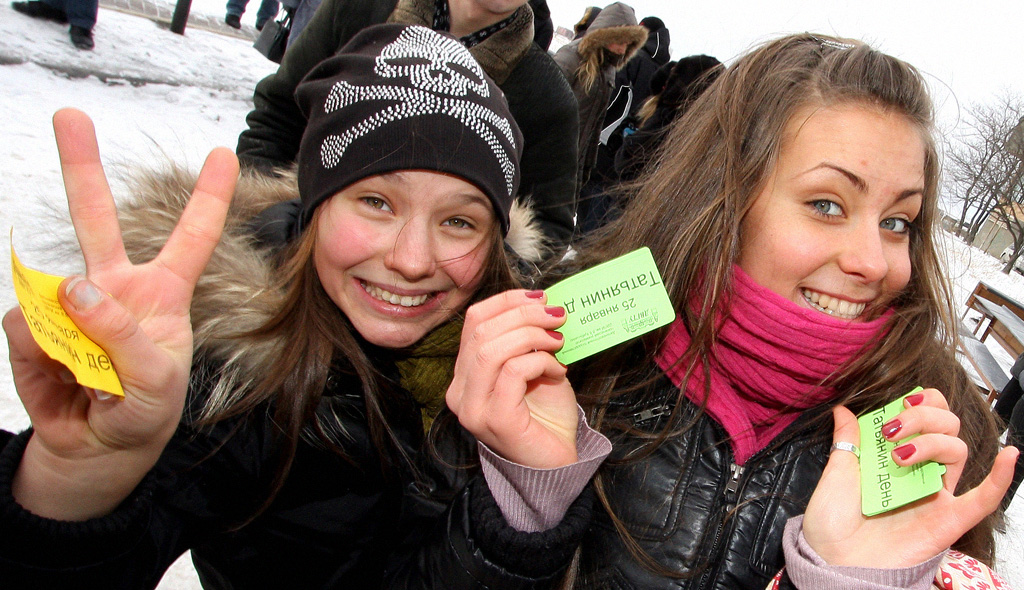
Día de Tatiana.

Vladivostok posee varias instituciones académicas notables, incluyendo siete universidades:
- Universidad Federal del Extremo Oriente (Дальневосточный государственный университет, o ДВГУ)                                          [Dal'nevostochnyy gosudarstvennyy universitet, o DVGU].
- Universidad Técnica Estatal del Extremo Oriente (Дальневосточный государственный технический университет имени Куйбышева o ДВГТУ)                                        [Dal'nevostochnyy gosudarstvennyy tehnicheskyy universitet imeni Kuybysheva o DVGTU].
- Universidad Estatal Marítima (Морской государственный университет имени адмирала Г.И. Невельского)                                           [Morskoy gosudarstvennyy universitet imeni admirala G.I. Nevel'skogo].
- Universidad Técnica Estatal de Pesca del Extremo Oriente (Дальневосточный государственный технический рыбохозяйственный университет o Дальрыбвтуз). [Dal'nevostochnyy gosudarstvennyy tehnicheskyy rybohozyaystvenyy universitet o Dal'rybvtuz].
- Universidad Estatal de Economía y Servicios de Vladivostok (Владивостокский государственный университет экономики и сервиса o ВГУЭС). [Vladivstokskiy gosudarstvennyy universitet ekonomiki i servisa o VGUES].
- Universidad Médica Estatal del Pacífico (Тихоокеанский государственный медицинский университет) (ТГМУ).
- Universidad Estatal de Economía del Pacífico (Тихоокеанский государственный экономический университет). [Tihookeanskiy gosudarstvennyy ekonomicheskiy universitet].

La organización científica más grande de Vladivostok es la sucursal de la Academia de las Ciencias de Rusia en el Lejano Oriente (conocida como RAS). Vladivostok cuenta con los siguientes institutos de la RAS:
- Instituto de Procesos de Automatización y Control (IACP)
- Instituto de Matemática Aplicada (MIP)
- Instituto de Tecnología Marítima (MPPI)
- Instituto de Química (ITS)
- Instituto del Pacífico de Química Biorgánica (TIBOH)[15]
- Instituto de Biología y Suelo (BPI)
- Instituto de Biología Marítima (IMB)
- Instituto del Jardín Botánico (BSI)
- Instituto Geológico de Extremo Oriente (FEGI)
- Instituto Pacífico Oceanológico VIIl'ichev febrero RAS (POI)
- Instituto del Pacífico de Pacífico de Geografía (TIG)
- Instituto de Historia, Arqueología y Etnografía del Lejano Oriente (IIAE)

Otra organización importante es el Centro de Investigaciones Pesqueras Científicas del Pacífico (TINRO Center), aunque no es parte de la RAS. Las ciencias técnicas de investigación están representadas en el Lejano Oriente por el Instituto Tecnológico de Construcción y Diseño (DalNIIS), que forma parte de la Academia Rusa de Arquitectura y Ciencias de la Construcción (RAASN).

## Transporte

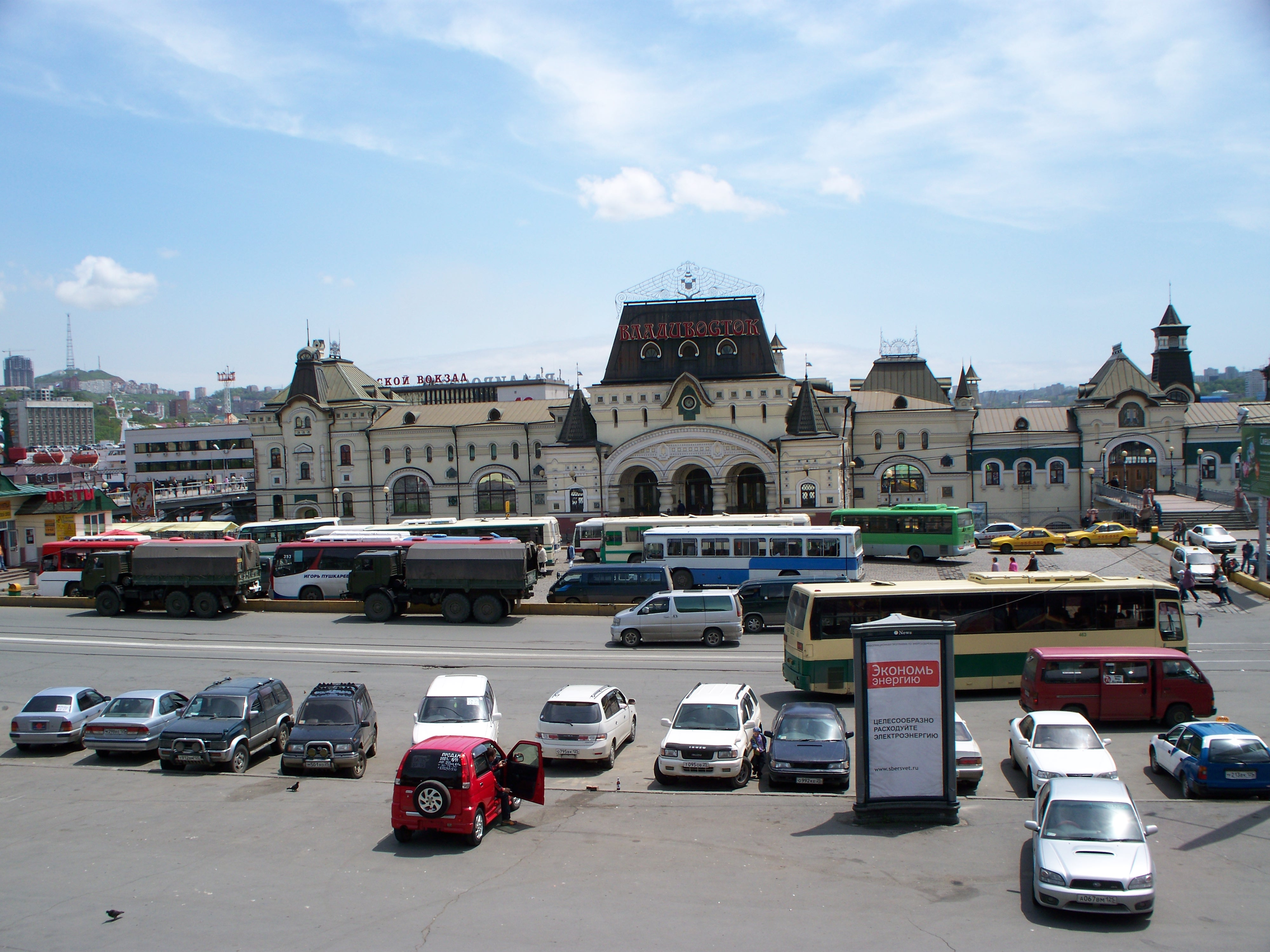
Estación ferroviaria de Vladivostok.

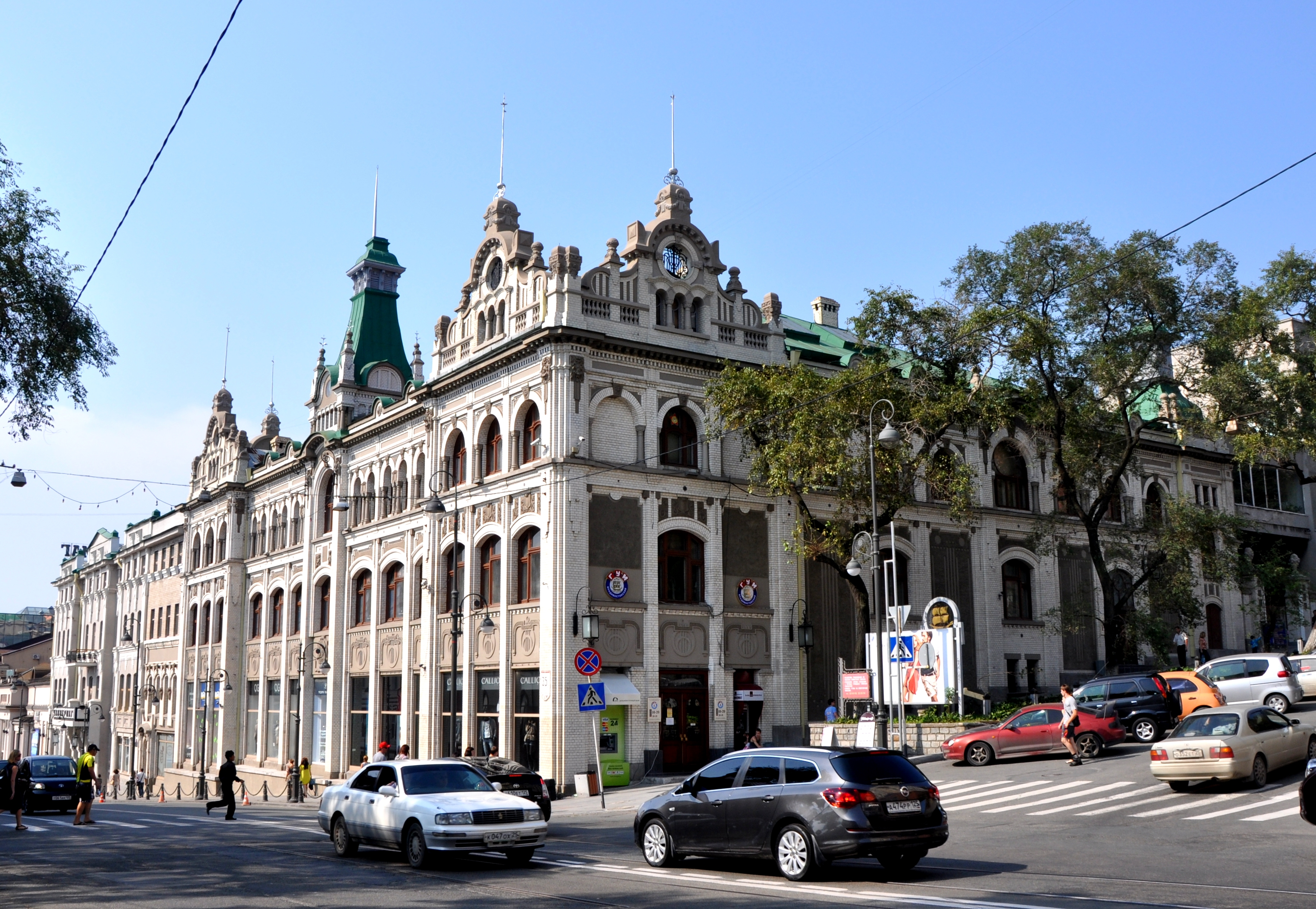
Tráfico en la calle Svetlanskaya.

### Interurbano
El ferrocarril Transiberiano fue construido para conectar Vladivostok, el puerto ruso más importante del océano Pacífico con Europa. Se concluyó en 1905 y conectaba Moscú y Vladivostok con muchas otras ciudades. Parte del ferrocarril, conocido como Transmanchuriano, cruzaba Manchuria a través de la ciudad de Harbin. Durante la época soviética, el estatus de ciudad cerrada que poseía Vladivostok suponía que los turistas procedentes del ferry de pasajeros llegados desde Japón para viajar en el Transiberiano debían embarcar en la ciudad nipona de Najodka. Tras el colapso de la Unión Soviética y la apertura de Vladivostok al mundo, la ciudad ha pasado a servir como estación de comienzo del Transiberiano. El actual edificio de la estación ferroviaria de Vladivostok fue inaugurado el 5 de febrero de 1912. El servicio incluye trenes de larga distancia y cercanías.
La carretera federal M60 Ussuri conecta a la ciudad con Jabárovsk, la parte más oriental de la autopista transiberiana que se dirige a Moscú y San Petersburgo vía Novosibirsk. Otras carreteras importantes la conectan con Najodka y Jasán.
A 44 kilómetros de la ciudad se encuentra el Aeropuerto Internacional de Vladivostok. La compañía aérea Vladivostok Avia tiene su sede en el aeropuerto, que cuenta con vuelos internacionales a Japón, China, Corea del Norte, Corea del Sur y Vietnam; así como vuelos nacionales a las principales ciudades rusas. Durante los años 1990, la ciudad también contaba con vuelos a Seattle, pero fueron cancelados. En 2008 Vladivostok Air reanudó sus vuelos a Anchorage, Alaska.

### Urbano
Los principales tipos de transporte público de Vladivostok son el autobús, el tranvía y el trolebús y el funicular de Vladivostok. Los distritos alejados de la ciudad e islas se conectan mediante líneas marítimas (transbordadores y cúteres). Los trenes de cercanías dentro de la ciudad también se utilizan como transporte urbano.

## Personajes célebres
- Yul Brynner, actor (1920 - 1985).
- Borís Gryzlov, político ruso, presidente de la Duma Estatal.
- Ígor Kunitsyn, tenista.
- Ígor Tam, físico soviético, ganador del Premio Nobel de Física.

## Relaciones internacionales
Vladivostok está hermanada con:
- Niigata, Japón
- Akita, Japón
- Hakodate, Japón
- Busan, Corea del Sur
- Incheon, Corea del Sur
- Dalian, China
- Yanbian, China
- Yantai, China
- Hai Phong, Vietnam
- Ciudad Ho Chi Minh, Vietnam
- Manta, Ecuador
- Torrejón de Ardoz, España
- Durango, España
- San Diego, Estados Unidos
- San Francisco, Estados Unidos
- Tacoma,  Estados Unidos
- Juneau, Estados Unidos
- Honolulu, Estados Unidos
- Cebú, Filipinas
- Dávao, Filipinas
- Makati, Filipinas
- Wŏnsan, Corea del Norte
- Kota Kinabalu, Malasia

## Museos
- Museo del Submarino S-56: es un monumento a los rusos caídos en las guerras dedicado especialmente a los marinos, cuyos nombres se pueden ver en la pared que rodea al submarino.[16]

- Museo Voroshilovskaya Batareya: queda en la Isla Ruski, dedicado a la historia militar.[17]

- Museo del automóvil antiguo.[18]

- Galería de Arte Nostalgia.[19]

- Museo de la Casa de Sukhanovs: muestra al visitante como era el ambiente de la vieja Vladivostok, con mobiliario auténtico y decoración de interiores.[20]

- Centro de Arte Contemporáneo ZARYA.[21]

- Galería de Arte Contemporáneo ARKA.[22]